# Que te vaya mal
«Que te vaya mal»  es una canción de pop latino escrita e interpretada por Kany García. La canción fue elegida como el primer sencillo del tercer álbum de Kany, Kany García. La canción fue lanzada a la radio el 23 de abril de 2012. 

## Composición e inspiración
Con casi 2 años alejada de la música, Kany regresa con "Que Te Vaya Mal", el primer sencillo de su álbum de regreso "Kany García". La canción "Que Te Vaya Mal" fue inspirada por una amiga de Kany, a quien le rompieron el corazón.  Kany dice sobre la canción: "Todos conocemos a alguien a quien le deseamos lo peor, así que esta canción es para esa persona".  La canción tiene sonidos de cumbia base de ukelele hawaiano y ska combinados con una papayera colombiana, similar a las bandas mexicanas, que se alimenta de instrumentos de viento, metales y percusión.  La canción fue lanzada a las estaciones de radio el 23 de abril de 2012.

## Espectáculos en vivo
Kany interpretó "Que Te Vaya Mal" por primera vez en vivo en los Premios Juventud 2012 el 19 de julio de 2012. 

## Premios/Nominaciones
| Ceremonia                   | Premio            | Trabajo nominado | Resultado |
| --------------------------- | ----------------- | ---------------- | --------- |
| Premios Grammy Latinos 2012 | Grabación del año | Que Te Vaya Mal  | Nominado  |